# El Pas de la Casa
El Pas de la Casa, též Pas de la Casa (francouzsky: Le Pas de la Case) je městečko a lyžařské středisko v Andoře, ležící přímo na francouzské hranici. Administrativně náleží k farnosti Encamp. Ve městě se nachází horský průsmyk.
V doslovném překladu název města znamená "průsmyk domu". Do dvanáctého století na místě stál totiž jen jediný dům, pastýřská bouda s výhledem na průsmyk.
Nejdůležitějšími zdroji příjmů pro místní obyvatele jsou turistický ruch (zimní sporty) a obchod (duty-free obchody).
Nejpoužívanějším jazykem v městečku je francouzština, ale běžně se používá i katalánština (oficiální jazyk Andorry) nebo španělština.

## Geografie
El Pas de la Casa leží v Pyrenejích, samotné město leží v nadmořské výšce okolo 2080 m n. m., průsmyk se nachází ve výšce 2408 m n. m. Průsmykem prochází rozvodí, díky němuž je El Pas de la Casa jediným místem v Andoře, které je odvodňováno přímo do Atlantského oceánu (pramení zde řeka Ariège). V blízkosti městečka se nachází několik vrcholů, z nichž nejvyšší je Pic d'Envalira (2827 m n. m.), na jehož svazích se nachází lyžařské sjezdovky.

## Doprava
Průsmykem nad městečkem prochází silnice, je to jedno z nejvýše položených míst evropské silniční sítě. Průsmyk ale již dnes příliš používaný není, díky vybudování Envalirského tunelu. Autobusové spojení zajišťuje linka L4, která El Pas de la Casa spojuje s městy Andorra la Vella, Canillo a Encamp. Několikrát denně jezdí také autobusy spojující lyžařské středisko s Toulouse nebo s Barcelonou.

## Galerie

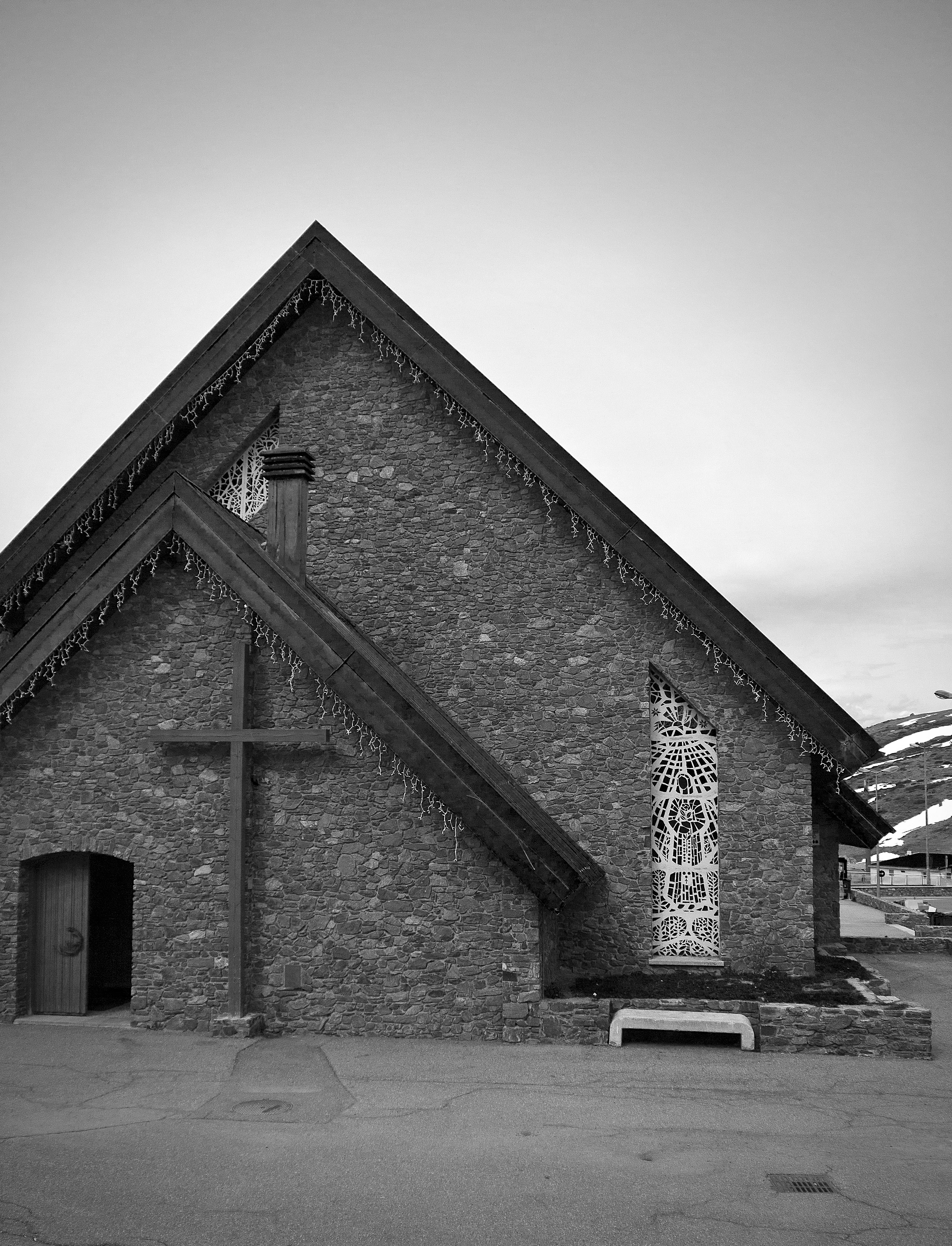
Kostel v El Pasa de la Casa
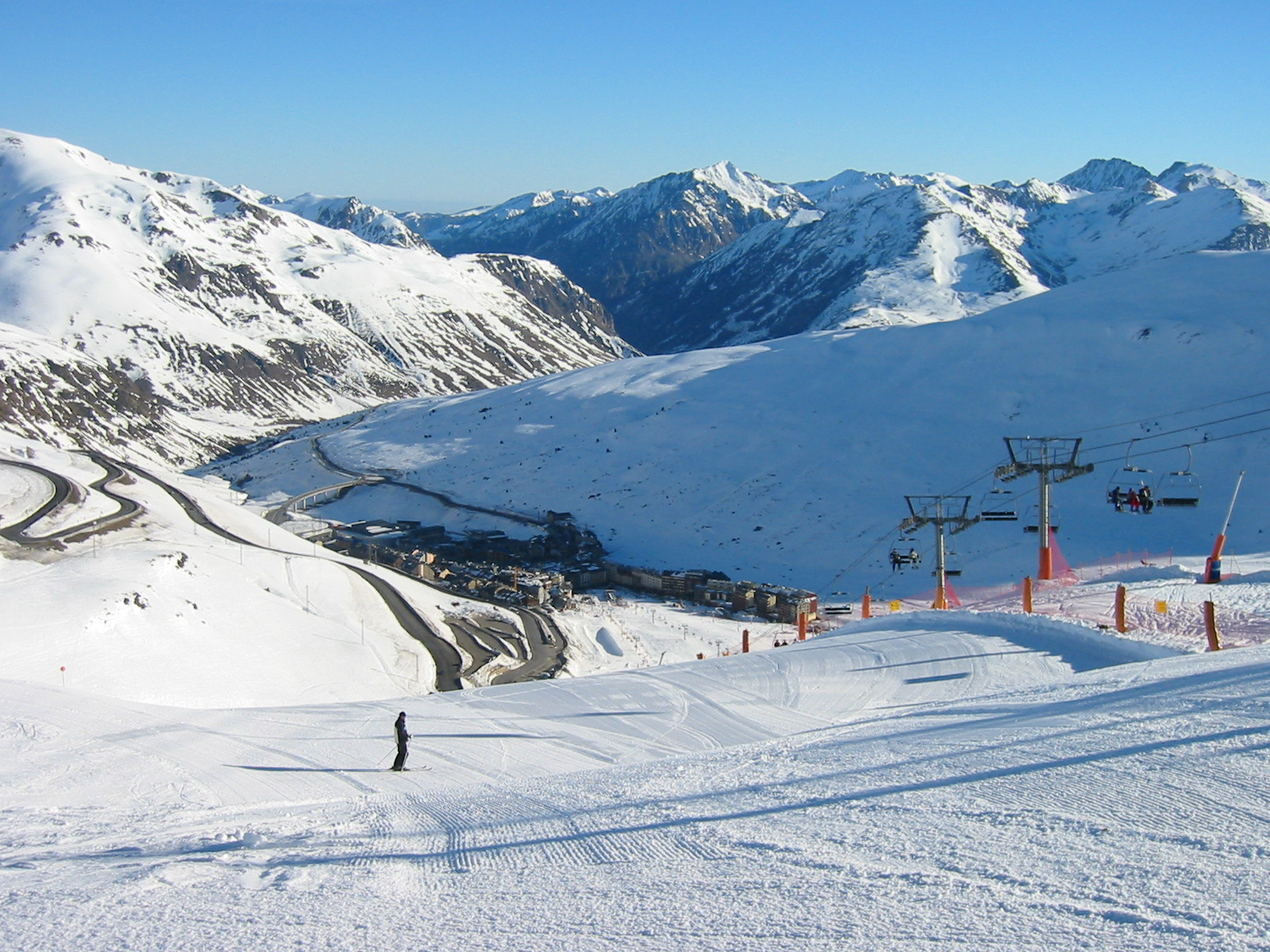
Lyžařské středisko
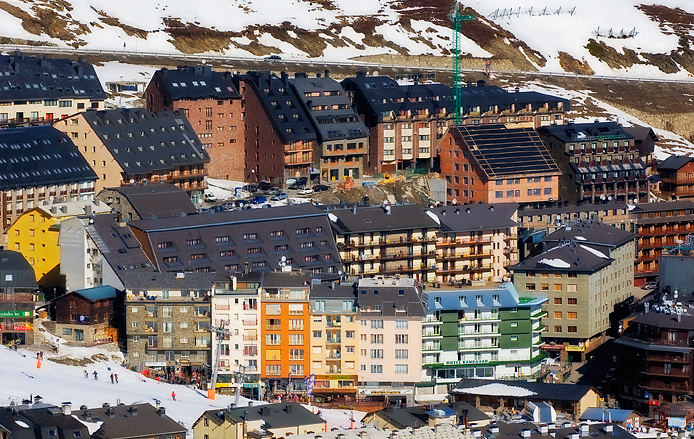
Pohled na městečko
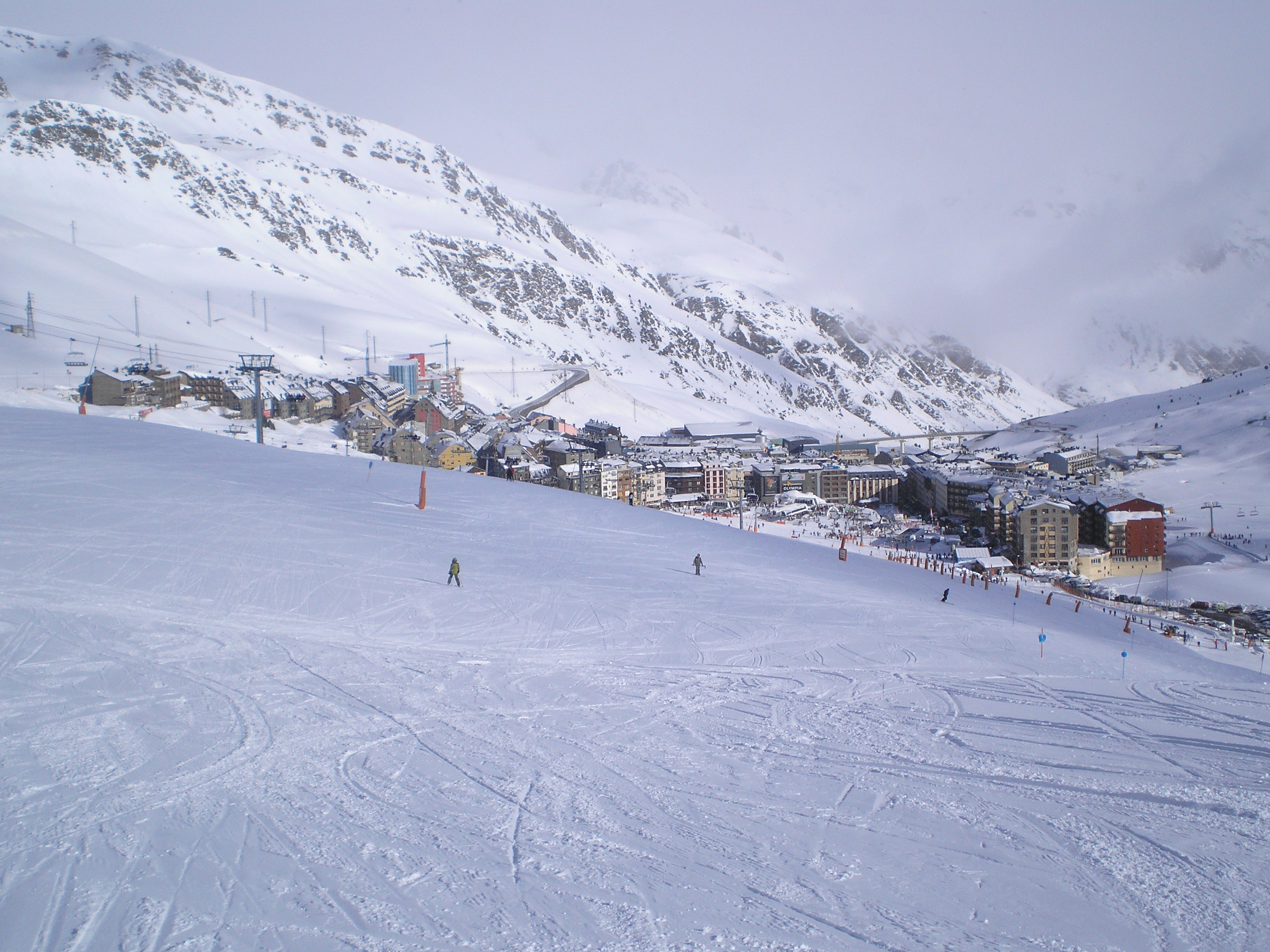
Pohled na zasněžené městečko od lyžařského střediska
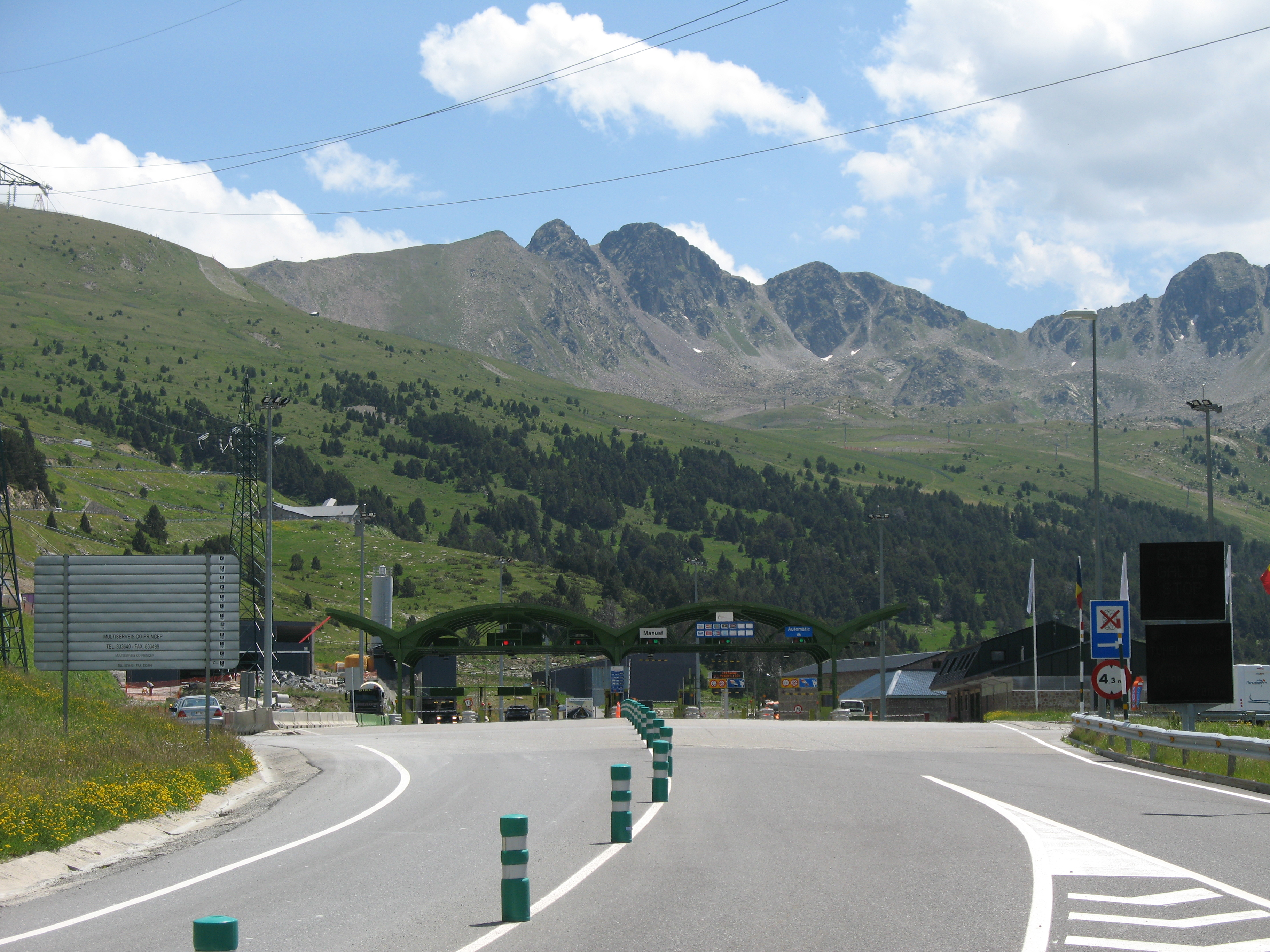
Pohled na vjezd do Envalirského tunelu